# Le Monde illustré
Le Monde illustré (título da tradução: O Mundo Ilustrado) foi uma revista de notícias publicada na França entre 1857–1940 e de 1945 a 1956. Ela foi, em muitos aspectos, semelhante ao jornal inglês Illustrated London News e não deve ser confundido com o jornal francês Le Monde.

## Perfil e histórico
Le Monde illustré foi criada em 1857. Altamente realistas, as impressões eram publicadas em gravura de madeira, na verdade, eram feitas a partir de fotografias. O jornal não foi viável, tecnicamente, até o final do século XIX. Um de seus artistas foi Hector Giacomelli.

## Litografias e gravuras

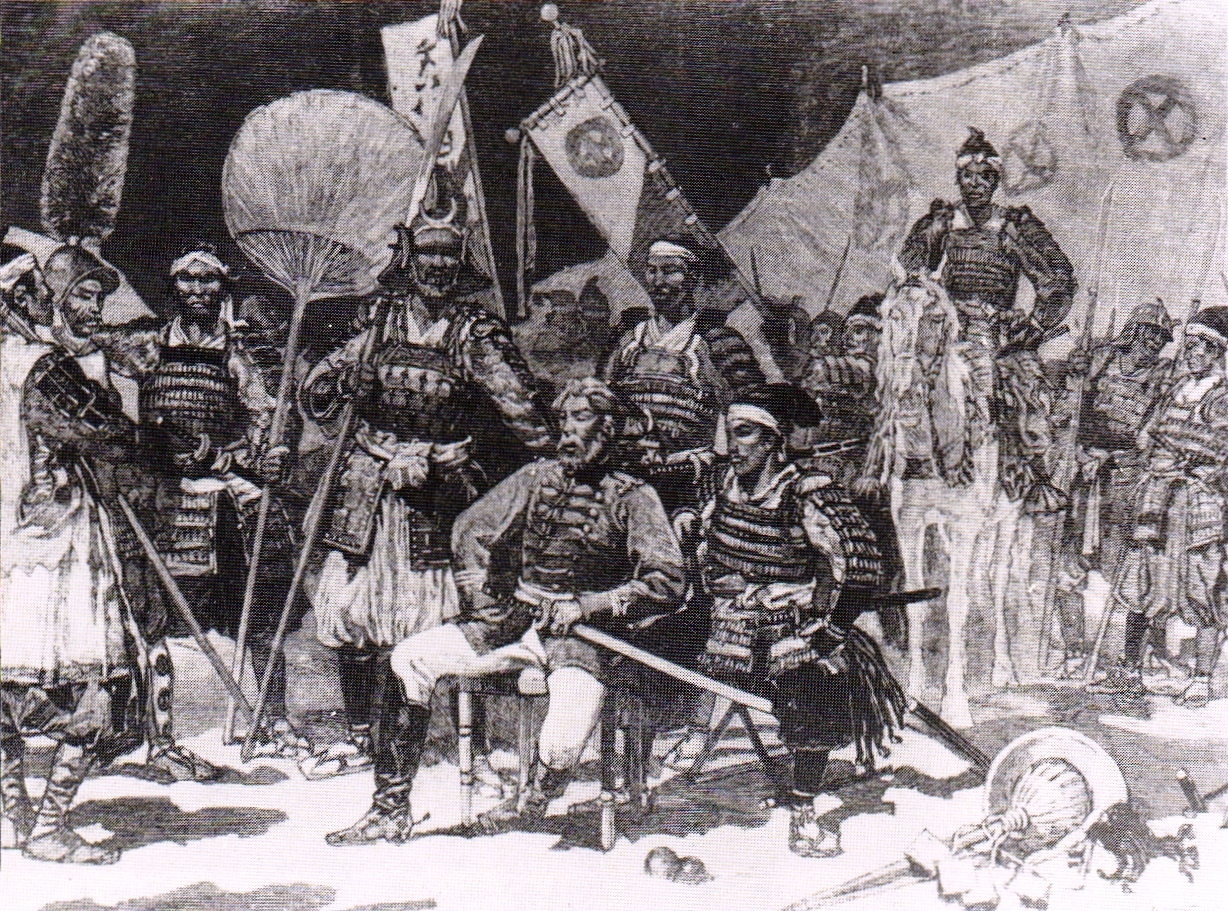
Saigō Takamori (sentado, de uniforme), rodeado por seus oficiais, vestidos em traje samurai. Publicação no Le Monde illustré, de 1877.
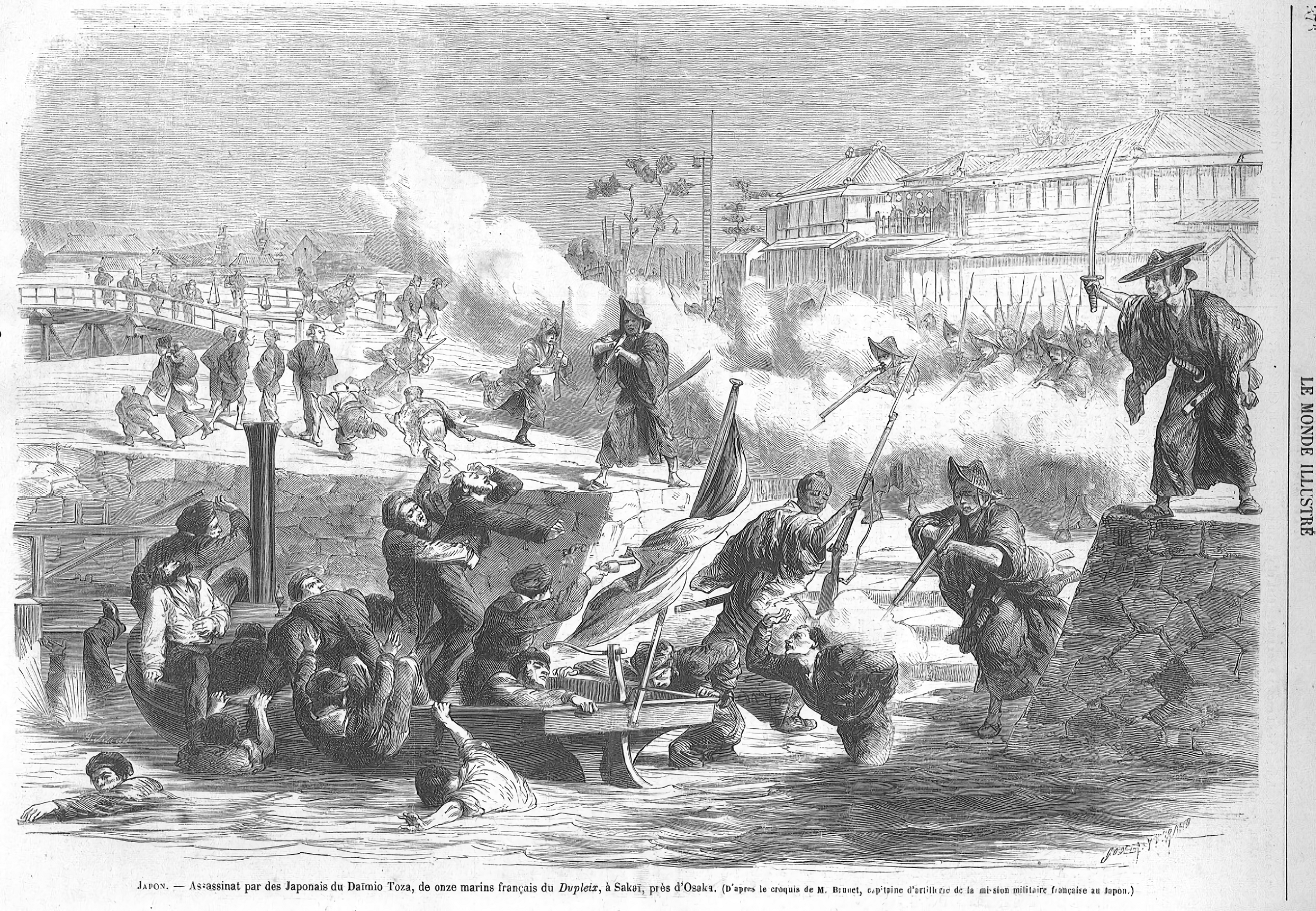
Sakai
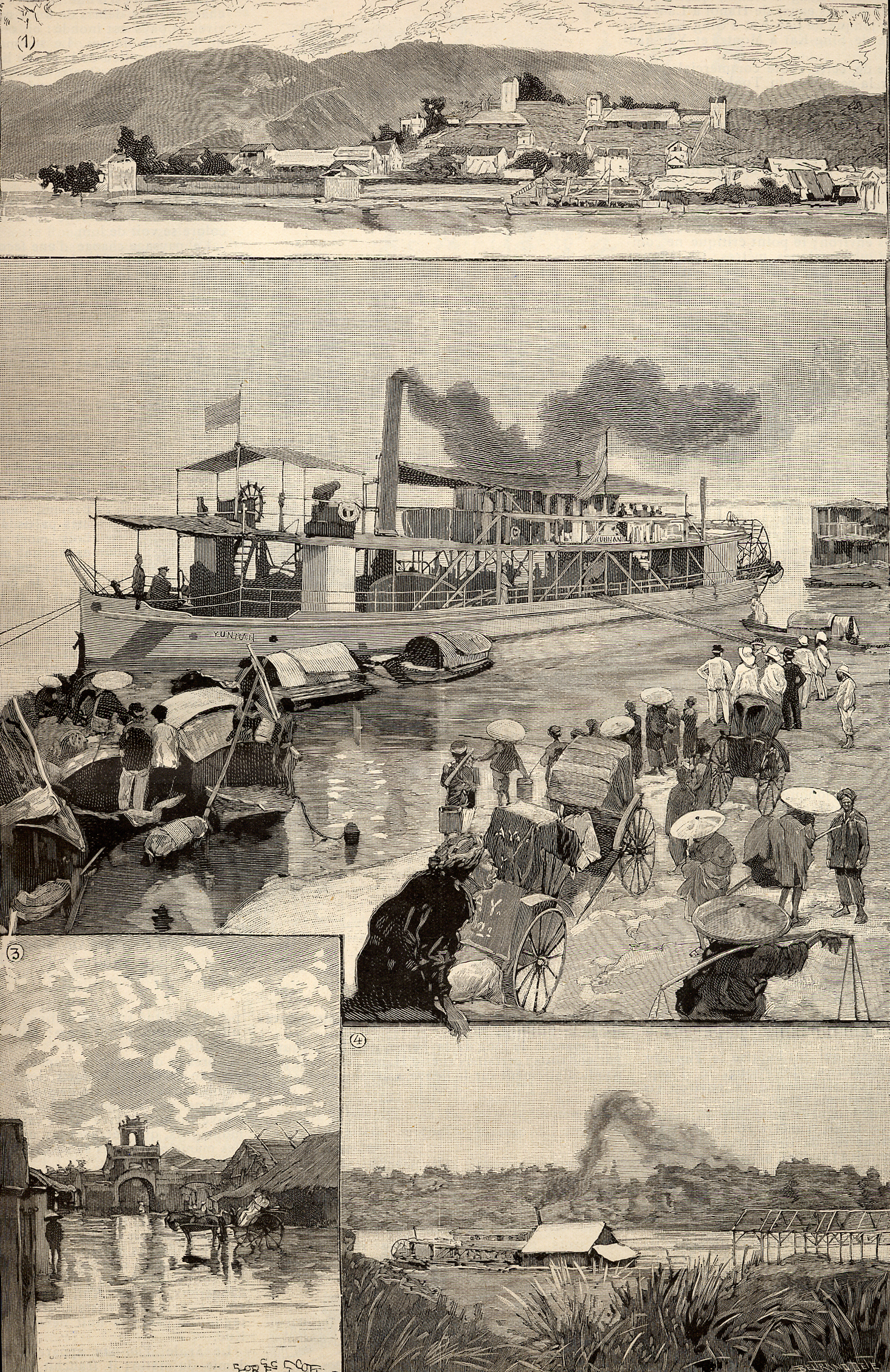
Colônias francesas, em 1891.1. Panorama do Lac-Kaï, posto avançado francês na China.
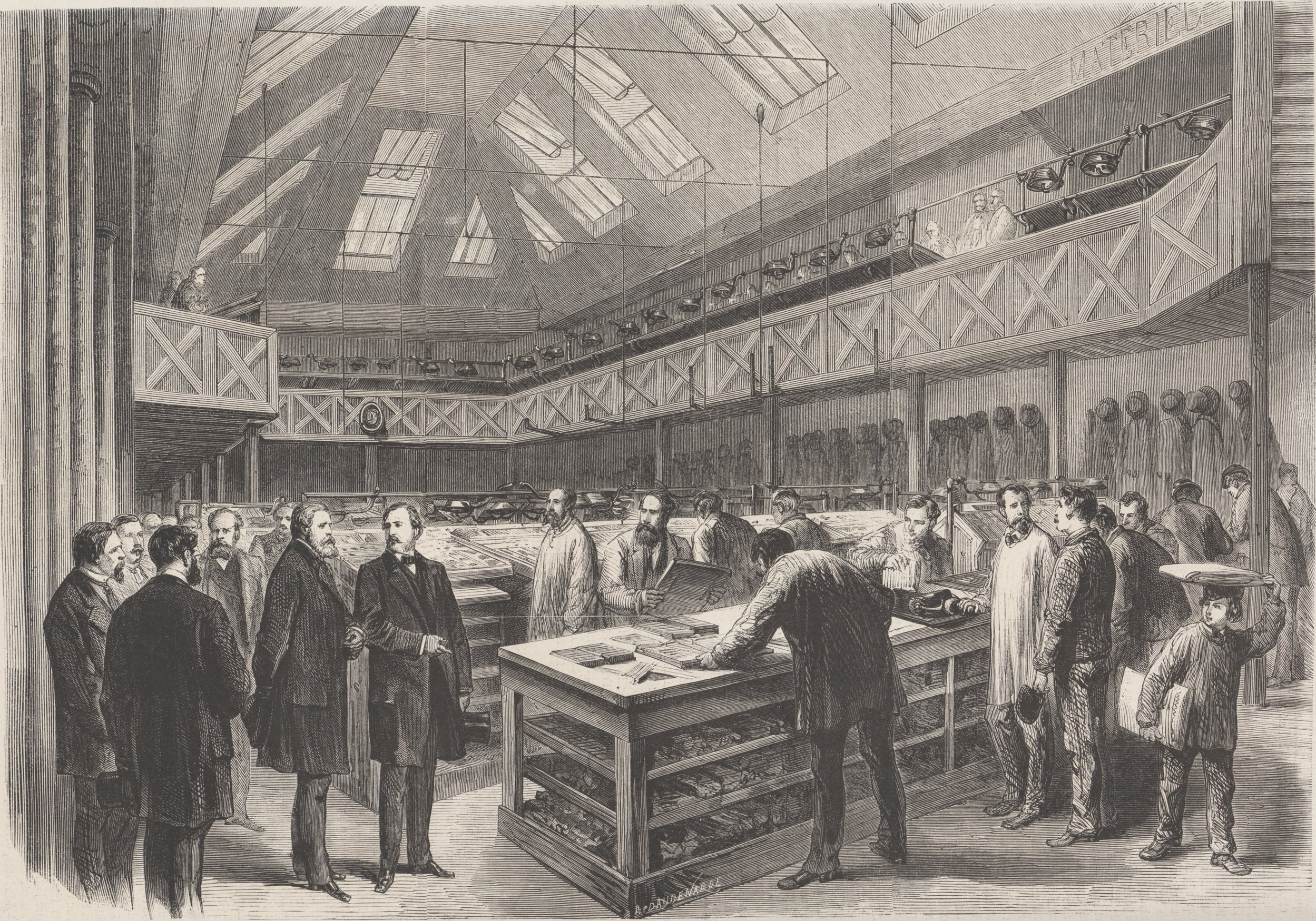
O Imperador do Brasil, Pedro II, visitando a gráfica dos jornais Le Moniteur Universel e Le Monde illustré (Le Monde Illustré, 1872.).